# Yosef Garfinkel
Pour les articles homonymes, voir Garfinkel.
Yosef Garfinkel (en hébreu יוסף גרפינקל), né le 23 juillet 1956 à Haïfa, est un archéologue israélien professeur à l'université hébraïque de Jérusalem.

## Biographie
Il est spécialiste de l'archéologie de la période biblique et de la période protohistorique. Garfinkel a conduit de nombreuses fouilles archéologiques sur des sites du Proche-Orient datant de la période néolithique. Il a publié 15 livres et une centaine d'articles sur différents sujets relatifs à l'archéologie en Israël, notamment sur l'art et le culte.